# Adolf Neumann-Hofer

Adolf Neumann-Hofer

Adolf Neumann-Hofer (* 18. Februar 1867 in Lappienen, Kreis Niederung; † 20. Mai 1925 in Detmold) war ein deutscher Zeitungsverleger und Politiker.

## Leben
Adolf Neumann-Hofer wurde am 18. Februar 1867 im ostpreußischen Lappienen als Nachfahre Salzburger Exulanten geboren. Während seiner Schulzeit in Tilsit siedelte er nach Berlin zu einem Bruder über. Dort legte er die Reifeprüfung ab und begann ein Studium, welches er später an der Universität Tübingen mit einer staatswissenschaftlichen Promotion über Depositengeschäfte und Depositenbanken abschloss. Anschließend arbeitete er zunächst bei der Deutschen Bank in Berlin, bevor er sich als Journalist und Fachschriftsteller selbständig machte.

### Zeitungsverleger
Ein Zufall brachte ihn nach Lippe. Bei der Durchreise besuchte er den ehemaligen Kommilitonen Alfons Stengele, der kurz zuvor die Leitung der Lippischen Landes-Zeitung übernommen hatte. Da dieser sie wieder abgeben wollte, übernahm Neumann-Hofer 1899 kurzerhand die Zeitung sowie die Meyerschen Hofbuchdruckerei und ließ sich im Oktober 1899 in Detmold nieder. Neumann-Hofer engagierte sich schnell politisch und trat während des reichsweit auf Interesse stoßenden lippischen Thronfolgestreites in Artikeln der Landeszeitung für die Biesterfelder Linie ein. Die Lippische Landes-Zeitung, gegründet 1767, war nicht nur die älteste, sondern auch auflagenstärkste Tageszeitung in Lippe. Vom Fürsten Leopold IV. wurde Neumann-Hofer wegen seiner Verdienste und Veröffentlichungen im Bereich der Volkswirtschaftslehre 1913 ehrenhalber der Professoren-Titel verliehen.
Adolf Neumann-Hofer starb an den Folgen eines Verkehrsunfalls in Detmold am 20. Mai 1925, vier Tage nach dem Unfalltod seiner Ehefrau.

### Politischer Werdegang
Adolf Neumann-Hofer war Linksliberaler und mischte sofort in der lippischen Parteienlandschaft mit. Im lippischen Thronfolgestreit 1895–1905 vertrat er massiv die Linie der Freisinnigen und machte sich für die Biesterfelder stark. Mit Neumann-Hofer zog verspätet der reichsweit bereits bewältigte Konflikt innerhalb des lippischen Freisinns ein. Der Verleger gehörte der Freisinnigen Vereinigung an.
Neumann-Hofer verstand sich als „Sozial-Liberaler“ und gründete 1901 in Detmold die Lippische Liberale Volkspartei. Zu diesem Zeitpunkt zog der gebürtige Ostpreuße aufgrund einer Wahlanfechtung in den Lippischen Landtag ein. Dieses Mandat behauptete er auch in den folgenden Wahlen und blieb Landtagsabgeordneter bis zum Januar 1925. Die Partei nannte sich 1910 nach der Fusion der liberalen Parteien in Lippe in Lippische Fortschrittliche Volkspartei um.
In den Jahren 1907 und 1912 wurde Neumann-Hofer im Reichstagswahlkreis Fürstentum Lippe als Abgeordneter in den Reichstag gewählt. Hier gehörte er der Freisinnigen Vereinigung an, ab 1910 der Fortschrittlichen Volkspartei an. 1919 war er für die Deutsche Demokratische Partei Mitglied der Weimarer Nationalversammlung.

### Auseinandersetzung mit rechten Nationalisten und Antisemiten
Adolf Neumann-Hofer nutzte geschickt den Einfluss seiner Lippischen Landes-Zeitung. Unter seiner Führung entwickelten sich die Liberalen in Lippe zu einer modernen und schlagkräftigen Partei. Mit großem Engagement bemühte er sich, sowohl den Einfluss der Konservativen Partei und ihrer Umfeldorganisationen wie den Bund der Landwirte oder der seit 1911 in Lippe agierenden antisemitischen Christlich-Sozialen Partei zurückzudrängen. Er war einer umfassenden Zusammenarbeit mit der Sozialdemokratie nicht abgeneigt, vertrat moderne Positionen wie die Abschaffung des Dreiklassenwahlrechts und befürwortete eine parlamentarische Monarchie mit größeren Befugnissen des Reichstags.
Neumann-Hofer setzte sich energisch für die politische wie auch für die gesellschaftliche Gleichstellung der jüdischen Bevölkerung in Lippe ein. Antisemitischen Tendenzen, die in der Konservativen Partei und der „höheren“ Gesellschaft durchaus verbreitet waren, trat er in Wahlversammlungen und Artikeln in seiner Zeitung entgegen. Vor allem mit der Gründung der Christlich-Sozialen Partei in Lippe 1911, dem Reichstagswahlkampf 1912 und dem Ausbruch des Ersten Weltkrieges nahmen die Anfeindungen gegen die Juden zu.
Neumann-Hofer wirkte auch gegen die expansionistische und extrem nationalistische Kriegszielpolitik der Alldeutschen und von Organisationen wie dem Unabhängigen Ausschuss für einen deutschen Frieden oder der Deutschen Vaterlandspartei.

### Revolution und Weimarer Republik
Adolf Neumann-Hofer war ein führendes Mitglied des sich im November 1918 in Lippe bildenden Volks- und Soldatenrates. Als solcher sollte er Verhandlungen mit dem lippischen Fürsten Leopold IV. führen. Dieser dankte am 12. November 1918 ab. Neumann-Hofer war auch in der Zeit der Weimarer Republik der führende Kopf und das Aushängeschild der lippischen Liberalen, die nun als Landesverband der Deutschen Demokratischen Partei, der DDP, firmierten. Er war von 1919 bis 1925 eines von drei Mitgliedern des Lippischen Landespräsidiums (Landesregierung).
Sein Kampf gegen die antidemokratische Gefahr von rechts, vornehmlich der DNVP und der Deutschvölkischen, setzte sich fort. Neumann-Hofer war Ehrenmitglied des Reichsbanners Schwarz-Rot-Gold und begriff schon früh die auf die junge Republik zukommenden Bedrohungen. Massiven Anfeindungen war der Landtagsabgeordnete und das Mitglied des dreiköpfigen lippischen Landespräsidiums 1919 ausgesetzt, als der jüdische Prediger und Lehrer Moritz Rülf als Lehrer an der Detmolder Knabenbürgerschule eingesetzt wurde. Deutschvölkische Kampagnen bestimmten für mehrere Monate den politischen Alltag in der Stadt. Mitglieder des neu gegründeten Deutschvölkischen Schutz- und Trutzbundes und die deutschnationale Lippische Tageszeitung machten Front und Stimmung gegen die Republik und vor allem gegen die Juden.
Neumann-Hofer kämpfte über die Landeszeitung und über die Gerichte gegen diese Anfeindungen. In den Landtagswahlkämpfen 1921 und 1925 attackierten seine Gegner ihn in Broschüren und Wahlreden scharf. 1921 konnte er – trotz zunehmenden Bedeutungsverlustes seiner Partei, der DDP – sein Mandat behaupten; 1925 hatte er nicht kandidiert.

## Familie
Adolf Neumann-Hofer hatte vier Brüder, die zeitweilig ebenfalls in Detmold wohnten und ihn im Zeitungsverlag und der Meyerschen Hofbuchdruckerei unterstützten: Der Schriftsteller und Theaterdirektor Gilbert Otto Neumann-Hofer (1857–1941), der Verleger Robert Neumann-Hofer (geb. 1862) – beide waren ebenfalls linksliberal eingestellt –, Emil Neumann-Hofer (geb. 1868) und Fritz Neumann-Hofer (geb. 1871). Ohne die zeitweilige Unterstützung seiner vier Brüder hätte er seine vielen Funktionen nicht ausüben können. Adolf Neumann-Hofer hatte neben seiner verlegerischen und politischen Tätigkeit nach und nach 40 Aufsichtsratsmandate inne. Er war seit 1910 Aufsichtsratsvorsitzender der Sinalco AG und ab 1919 Hauptaktionär dieser Aktiengesellschaft.
Adolf Neumann-Hofer war in erster Ehe mit Jenny verheiratet und in zweiter Ehe mit Anna Netty Jaretzki.

## Schriften
- Die Entwicklung der Sozialdemokratie bei den Wahlen zum Deutschen Reichstage. Berlin 1894
- Depositengeschäfte und Depositenbanken. Theorie des Depositenbankwesens. Leipzig 1894
- Die sozial-liberale Bewegung in Lippe. Artikel in der Lippischen Landeszeitung vom 18. August 1903
- Einführung in die Volkswirtschaftslehre. Leipzig o. J. (ca. 1906)
- Ein zeitgemäßes Wort zur Landtagswahlreform im Jahre 1907. Detmold 1907
- Die volkswirtschaftliche Produktion. Leipzig o. J. (ca. 1908)
- Konservative im Wahlkampf! Ein Nachwort zur Landtagswahl im 6. Wahlkreise. Detmold 1913